# ماندي ديفيز
ماندي ديفيز (بالإنجليزية: Mandy Davies)‏ هي لاعب هوكي الحقل بريطانية، ولدت في 29 سبتمبر 1966.

## وصلات خارجية
- ماندي ديفيز على موقع أوليمبيديا (الإنجليزية)
- ماندي ديفيز على موقع اللجنة الأولمبية البريطانية (الإنجليزية)